# Follicologenesi

Ciclo delle ovaie
1 - Mestruazione
2 - Sviluppo dei follicoli
3 - Maturazione dei follicoli
4 - Ovulazione
5 - Corpo luteo
6 - Corpo albicante

In biologia, follicologenesi è la maturazione dei follicoli.
Al contrario della spermatogenesi maschile che può durare in modo indefinito, la follicologenesi finisce quando i follicoli finiscono nelle ovaie. La fine dei follicoli determina l'inizio della menopausa.
Nota: Nonostante il processo sia simile in molti animali, questa voce tratta solo della follicologenesi umana.

## Introduzione
Il ruolo primario dei follicoli è il supporto degli ovociti. Dalla nascita le ovaie di una femmina umana contengono un numero di follicoli primordiali immaturi. Questi follicoli contengono un ovocita immaturo similare. Una parte di follicoli iniziano la follicologenesi. La loro crescita finisce con la morte o con l'ovulazione (il processo in cui l'ovocita lascia il follicolo).
In circa un anno il follicolo primordiale subisce una serie di cambiamenti critici, in senso sia istologico sia ormonale.
In due terzi dei casi, i follicoli si sono trasformati in follicoli terziari o antrali. Questi follicoli diventano dipendenti dagli ormoni secreti dal corpo in cui risiedono, causando un sostanziale incremento delle nascite.
Dopo un ciclo di poco più di 10 giorni, la maggior parte del gruppo originale di follicoli è morta; questo processo è noto come atresia. I rimanenti follicoli entrano nel ciclo mestruale, competendo tra loro fino a che non rimane un solo follicolo. Il follicolo prevalente si rompe e rilascia l'ovocita, che nel frattempo si è evoluto fino a diventare un ovocita secondario, e muore.

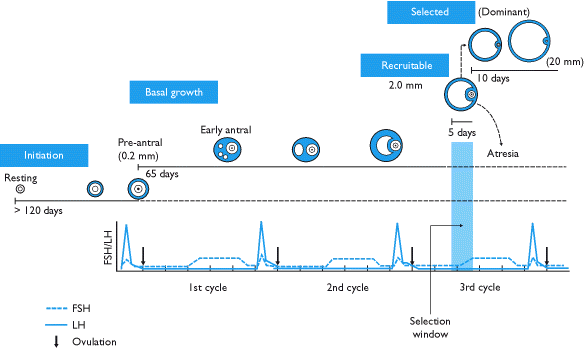
Diagramma della follicologenesi, partendo dal periodo pre-antrale

## Fasi di sviluppo
La quantità di follicoli all’interno dell’ovaio varia con l’età della donna. Al quinto mese di sviluppo fetale, il numero di follicoli primordiali contenuti nell’ovaio è molto grande: infatti ve ne sono all'incirca 7 milioni, ma già alla nascita il loro numero si è ridotto a circa 1 milione e all'inizio della pubertà la donna ha non più di 300.000 follicoli primordiali.
Prima di ogni ciclo mestruale, indipendentemente dall'azione ormonale, circa 10-15 follicoli primordiali intraprendono la strada della maturazione, divenendo follicoli primari.
"Follicolo primordiale" l'oocita è rivestito da cellule follicolari formando un epitelio follicolare pavimentoso semplice
- Follicolo primordiale (unilaminare): l'epitelio follicolare (detto granulosa) da pavimentoso semplice diviene cubico semplice. L'ovocita a questo punto (insieme alle cellule della granulosa) secerne particolari proteine come le ZP 1, ZP 2,ZP 3 e ZP4 che si andranno a interporre tra la membrana plasmatica dell'ovocita e lo strato di cellule follicolari formando così la zona pellucida, molto importante nel processo di fecondazione.
- Follicolo primario (multilaminare): la granulosa prolifera, andando a costituire un epitelio composto. Ne consegue che le cellule follicolari emettono prolungamenti citoplasmatici che attraversano la zona pellucida al fine di entrare in comunicazione con l'ovocita mediante giunzioni GAP e desmosomiali.

In contemporanea nell'utero avviene la mestruazione, mentre a livello dell'ovaio inizia il ciclo ovarico con la sua prima fase (fase follicolare) che corrisponde al proseguimento della maturazione del follicolo primario, questa volta però grazie alla presenza degli ormoni FSH ed LH prodotti dall'adenoipofisi.
Quindi si hanno:
- Follicolo secondario (antrale): gli spazi intercellulari presenti tra le cellule della granulosa iniziano a fondersi in un unico grande spazio, detto antro follicolare, pieno di liquido secreto dalle stesse cellule della granulosa. Per effetto di ciò l'ovocita primario, insieme a qualche strato di granulosa che ancora lo ricopre, è dislocato ad un lato del follicolo a formare il cumulo ooforo. Le cellule dello stroma connettivale dell'ovaio intervengono a far parte del follicolo, circondandolo a formare la teca follicolare, divisa in teca interna (ghiandolare, per induzione dell'ormone LH produce androstenedione poi convertito ad estradiolo dalle cellule della granulosa, le quali dispongono dell'aromatasi, diversamente dalle cellule tecali) e in teca esterna (dall'aspetto tipico del tessuto connettivo).
- Follicolo terziario (preovulatorio, o "di Graaf"): per effetto dell'ormone luteinizzante (LH), prodotto dall'ipofisi anteriore, il cumulo ooforo si distacca e apparentemente galleggia nell'antro follicolare. Ad una estremità del follicolo si forma una sporgenza, lo stigma, dal quale uscirà l'ovocita.

Poco prima dell'ovulazione (14º giorno del ciclo ovarico) picchi di LH ed FSH (il cosiddetto picco preovulatorio) favoriscono il completamento della meiosi I dell'ovocita primario, che, grazie ad una citodieresi asimmetrica, produce un ovocita secondario e un globulo polare, inerte.
A sua volta l'ovocita secondario inizia la meiosi II, interrotta però alla metafase.
Dei 10-15 follicoli primordiali che tentano la maturazione solo uno di essi la completa, quello che riceve maggiori quantità di FSH ed LH. Si instaura quasi un circolo vizioso: se per caso uno dei follicoli riceve inizialmente e fortuitamente maggiori quantità di gonadotropine, esso esprimerà più recettori per queste ultime ricevendo ancora più ormoni e così via. Il resto dei follicoli degenera (atresia follicolare).
Con l'ovulazione l'ovocita secondario viene espulso ed accolto nelle tube ovariche con poche cellule della granulosa che vanno a costituire la corona radiata attorno all'ovocita.
Il resto del follicolo viene invaso da vasi ed andrà a formare il Corpo luteo che produrrà estrogeni a partire dall'androstenedione prodotto dalle cellule tecali luteiniche e convertito dall'aromatasi delle cellule granulose luteiniche, quest'ultime producenti la maggioranza del progesterone.

Se non c'è fecondazione il corpo luteo degenera dopo 10-15 giorni, formando il corpo albicante. Se c'è fecondazione, la produzione ormonale andrà avanti fino alla formazione della placenta.